# Pere de Tamarit i de Salbà
Pere de Tamarit i de Salbà fou un polític català, Conseller en Cap del Consell de Cent de Barcelona els anys 1590-91 i 1592 - 93. Fou pare de Francesc de Tamarit, diputat militar de la Generalitat de Catalunya. Tingué mala fama política i veié arruïnar-se el seu patrimoni familiar.

## Orígens familiars
Pere de Tamarit era fill de Bernat Joan Miquel de Tamarit i d'Elionor Beneta de Salbà.

## Núpcies i descendència
Pere de Tamarit es casà l'abril de 1564 amb Marianna Rifós, filla de Joan Rifós i Elisabet Paula. Aquest matrimoni tingué deu fills:
- Lluís de Tamarit, diputat militar (1594). Morí el 8 de setembre de 1597.
- Climent de Tamarit. Va ser diputat del General a les Corts. Morí el 3 d'agost de 1600.
- Helena de Tamarit, casada amb Francesc de Llupià i d'Oms.
- Dorotea de Tamarit, casada amb Joan Miquel de Ça Rovira, ciutadà honrat de Barcelona.
- Jeroni de Tamarit (1578)
- Francesc de Tamarit (1584), diputat militar de la Diputació del General.
- Frederic de Tamarit (1588)
- Caterina de Tamarit (1593)

La parella tingué, almenys, dos fills més que no van arribar a l'edat adulta.

## Vida política
El 1581, Pere de Tamarit va ser elegit diputat militar per la diputació de Barcelona i deu anys després, el 1591, fou nomenat conseller en cap de Barcelona.
El febrer de 1593 va ser empresonat durant nou mesos a la presó reial de Barcelona, acusat de confraternitzar amb els diputats que, com Joan Granollacs i Pons, s'oposaven a les detencions que es feien per reprimir el bandolerisme. Posteriorment, el novembre del mateix any, va ser condemnat a sofrir desterrament durant 5 anys, la qual cosa li comportà pèrdues personals i econòmiques importants.
Pere de Tamarit va morir a Barcelona el 25 de novembre de 1615 i va ser enterrat a l'església de Sant Miquel.